# Masters de Miami 2000

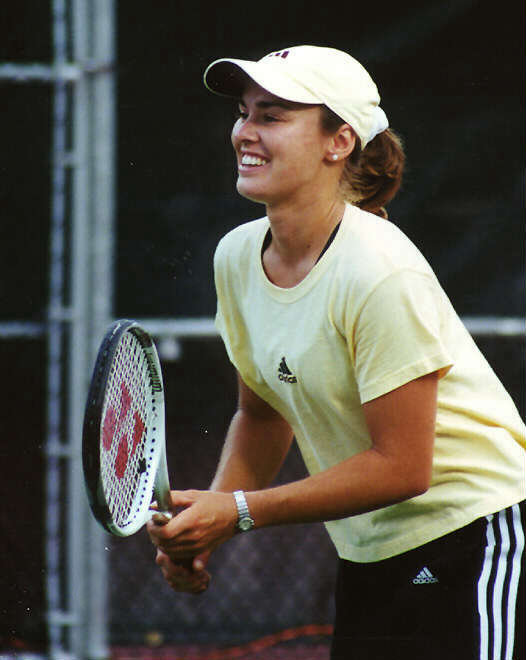
Martina Hingis

El Masters de Miami 2000 (también conocido como 2000 Ericsson Open por razones de patrocinio) fue un torneo de tenis jugado sobre pista dura. Fue la edición número 16 de este torneo. El torneo masculino formó parte de los Super 9 en la ATP. Se celebró entre el 23 de marzo y el 6 de abril de 2000.

## Campeones

### Individuales Masculino
Pete Sampras vence a  Gustavo Kuerten, 6–1, 6–7(2–7), 7–6(7–5), 7–6(10–8)

### Individuales Femenino
Martina Hingis vence a  Lindsay Davenport, 6–3, 6–2

### Dobles Masculino
Todd Woodbridge /  Mark Woodforde vencen a  Martin Damm /  Dominik Hrbatý, 6–3, 6–4

### Dobles Femenino
Julie Halard-Decugis /  Ai Sugiyama vencen a  Nicole Arendt /  Manon Bollegraf, 4–6, 7–5, 6–4
| Predecesor: Miami 1999 | Masters de Miami 2000 | Sucesor: Miami 2001 |